# Viola langsdorffii
Viola langsdorffii är en violväxtart som beskrevs av Fisch. och Gingins. Viola langsdorffii ingår i släktet violer, och familjen violväxter.

## Underarter
Arten delas in i följande underarter:
- V. l. langsdorffii
- V. l. sachalinensis